# Kyrkogrim
En kyrkogrim är, enligt gammal sägen, en bagge, hund, tupp, häst eller något annat levande djur, som när en kyrka byggdes, i skyddsmagiskt syfte, begravdes levande under en av kyrkans hörnstenar. Kyrkogrimen hade till uppgift den nattliga vakten vid kyrka eller kyrkogård. Hur oansenligt detta djur än varit under sin livstid, blev det dock, sedan det blivit kyrkogrim, förfärligt, i synnerhet för onda människor.
Så tilltagsen var på den tiden sällan någon tjuv, att han kunde övervinna fruktan för kyrkogrimmen och stjäla i kyrkan. Elaka människor hade att frukta kyrkogrimmen även efter att de hade avlidit. Ibland hörde man mitt i natten ett häftigt susande i luften, liksom av förföljda fåglars oroliga flykt. Det var nattkorpar eller nattramnar. Dessa var kyrkogårdens avlidna onda invånare som skrämts upp ur sina gravar av kyrkogrimmen och nu svävade omkring utan ro och rast, tills de först vid gryningen åter fick sjunka ner till vila i sina gravar.

## Ursprung
Kyrkogrimmen är ett "byggoffer", ett över hela världen spritt bruk att mura in ett offer vid uppförandet av ett byggnadsverk. Det är inte osannolikt att även människor har murats in, men det är inte fastställt. Syftet med bruket var att blidka platsens ande.
Ordet kyrkogrim är dialektalt. Det avsåg ett rå eller skyddsväsen för en kyrka. Begreppet förekommer främst i sydsvensk och dansk folktro, men ska även finnas i finlandssvensk folktro. Ordets ursprung är oklart. Traditionen hänger dock ihop med vad ovan angivits om nedgrävning av levande djur.